# Hanhofer Wassergescheid
Das Hanhofer Wassergescheid ist ein in Sandstein ausgeführtes Wasserbauwerk, mit dem am Unterlauf des rheinland-pfälzischen Speyerbachs eine Flussbifurkation geschaffen wurde. Über den hier beginnenden linken Abzweig Woogbach fließt die Hälfte der zulaufenden Wassermenge des Speyerbachs ab. Nach gut 9 km mündet der Woogbach in Speyer wieder zurück in den Speyerbach.

## Geographie
Das Hanhofer Wassergescheid liegt auf einer Höhe von 107 m ü. NHN etwa 200 m westlich der Siedlungsgrenze von Hanhofen und ist nach dieser Ortsgemeinde benannt.
Etwa 40 m oberhalb des Wassergescheids mündet der 22 km lange Kropsbach von rechts in den Speyerbach.

## Geschichte
Der Name drückt aus, dass an dieser Stelle das Wasser des Speyerbachs geschieden, der Bach also in zwei Wasserläufe aufgeteilt wird. Der Bereich unterhalb der Kropsbachmündung (⊙) bot sich an, weil sich dort das Gelände um einige Meter in die Niederterrasse des Rheins absenkt und sich ab dem Wassergescheid (⊙) trichterförmig weitet, so dass der Speyerbach am Südrand des Trichters nach Südost und der Woogbach am Nordrand zunächst in östliche Richtung fließt.
Ziel der Maßnahme war, worauf auch die Bezeichnung des Abzweigs Woogbach hindeutet, das abgeleitete Bachwasser zu Woogen aufzustauen, die unterschiedlichen Zwecken dienten:
Etwa 200 m unterhalb des Wassergescheids, am nordwestlichen Ortseingang von Hanhofen und links des Woogbachs, ließ 1414 Bischof Raban von Helmstatt für das Hochstift Speyer die Burg Marientraut (⊙) erbauen. Ihr Verteidigungsgraben wurde durch einen kurzen Kanal vom Bach her gefüllt. Heute sind von der um das Jahr 1700 zerstörten Wasserburg noch Reste des Bergfrieds zu finden.
Zuvor schon bewegte das Wasser des Woogbachs die Mahlgänge verschiedener Mühlen. Bereits vor Errichtung der Burg stand gegenüber, rechts des Woogbachs, die dem Hochstift eigene Schlossmühle (⊙), und auch die Bannmühle in Dudenhofen lag am Woogbach. Die Wooge sorgten dafür, dass in niederschlagsarmen Perioden genügend Wasser zum Betrieb der Mühlen verfügbar war.
Die Aufteilung der Wassermenge des Speyerbachs im Verhältnis 1:1 liegt Jahrhunderte zurück. Die Sandsteinfassung wurde vermutlich im 18. Jahrhundert vorgenommen; hierfür wurden Steine verwendet, die vom Abriss der nahegelegenen Burg Marientraut stammten. Eine Überholung des Wasserbauwerks erfolgte 1994.